# El prendimiento (Van Dyck)
El prendimiento de Cristo es una pintura al óleo sobre lienzo de Anton van Dyck expuesto en el Museo del Prado en Madrid. El cuadro es una obra de juventud de Van Dyck, y procede de la colección real del Alcázar, siendo propiedad de Felipe IV después de pertenecer a Rubens. También estuvo instalado en el desaparecido Palacio del Buen Retiro.

## El tema
El episodio bíblico de la captura de Cristo es uno de los más representados en la historia del arte. De hecho, Van Dyck pintó tres versiones (las otras dos están en Bristol y Minneapolis) con pocas diferencias entre sí. El momento inmortalizado por el pintor, según el Evangelio de Lucas, es en el que Judas va a dar un beso a Jesús, mientras un cómplice se prepara para ponerle una soga al cuello. 
El autor consigue crear un ambiente dramático gracias a la técnica del claroscuro elaborada por la luz de las antorchas y la luna y la penumbra reflejada en la vegetación y el paisaje.